# EC 1.1.1
La EC 1.1.1 è una sotto-sottoclasse della classificazione EC relativa agli enzimi. Si tratta di una sottoclasse delle ossidoreduttasi che include enzimi che agiscono su donatori di tipo CH-OH (alcoli) utilizzando NAD+ o NADP+ come accettori.

## Enzimi appartenenti alla sotto-sottoclasse
| numero EC    | nome accettato                                              |
| ------------ | ----------------------------------------------------------- |
| EC 1.1.1.1   | alcol deidrogenasi                                          |
| EC 1.1.1.2   | alcol deidrogenasi (NADP+)                                  |
| EC 1.1.1.3   | omoserina deidrogenasi                                      |
| EC 1.1.1.4   | (R,R)-butanodiolo deidrogenasi                              |
| EC 1.1.1.5   | acetoina deidrogenasi                                       |
| EC 1.1.1.6   | glicerolo deidrogenasi                                      |
| EC 1.1.1.7   | propanodiolo-fosfato deidrogenasi                           |
| EC 1.1.1.8   | glicerolo-3-fosfato deidrogenasi (NAD+)                     |
| EC 1.1.1.9   | D-xilulosio reduttasi                                       |
| EC 1.1.1.10  | L-xilulosio reduttasi                                       |
| EC 1.1.1.11  | D-arabinitolo 4-deidrogenasi                                |
| EC 1.1.1.12  | L-arabinitolo 4-deidrogenasi                                |
| EC 1.1.1.13  | L-arabinitolo 2-deidrogenasi                                |
| EC 1.1.1.14  | L-iditolo 2-deidrogenasi                                    |
| EC 1.1.1.15  | D-iditolo 2-deidrogenasi                                    |
| EC 1.1.1.16  | galattitolo 2-deidrogenasi                                  |
| EC 1.1.1.17  | mannitolo-1-fosfato 5-deidrogenasi                          |
| EC 1.1.1.18  | inositolo 2-deidrogenasi                                    |
| EC 1.1.1.19  | glucuronato reduttasi                                       |
| EC 1.1.1.20  | glucuronolattone reduttasi                                  |
| EC 1.1.1.21  | aldeide reduttasi                                           |
| EC 1.1.1.22  | UDP-glucosio 6-deidrogenasi                                 |
| EC 1.1.1.23  | istidinolo deidrogenasi                                     |
| EC 1.1.1.24  | chinato deidrogenasi                                        |
| EC 1.1.1.25  | shikimato deidrogenasi                                      |
| EC 1.1.1.26  | gliossilato reduttasi                                       |
| EC 1.1.1.27  | L-lattato deidrogenasi                                      |
| EC 1.1.1.28  | D-lattato deidrogenasi                                      |
| EC 1.1.1.29  | glicerato deidrogenasi                                      |
| EC 1.1.1.30  | 3-idrossibutirrato deidrogenasi                             |
| EC 1.1.1.31  | 3-idrossiisobutirrato deidrogenasi                          |
| EC 1.1.1.32  | mevaldato reduttasi                                         |
| EC 1.1.1.33  | mevaldato reduttasi (NADPH)                                 |
| EC 1.1.1.34  | idrossimetilglutaril-CoA reduttasi (NADPH)                  |
| EC 1.1.1.35  | 3-idrossiacil-CoA deidrogenasi                              |
| EC 1.1.1.36  | acetoacetil-CoA reduttasi                                   |
| EC 1.1.1.37  | malato deidrogenasi                                         |
| EC 1.1.1.38  | malato deidrogenasi (ossaloacetato-decarbossilante)         |
| EC 1.1.1.39  | malato deidrogenasi (decarbossilante)                       |
| EC 1.1.1.40  | malato deidrogenasi (ossaloacetato-decarbossilante) (NADP+) |
| EC 1.1.1.41  | isocitrato deidrogenasi (NAD+)                              |
| EC 1.1.1.42  | isocitrato deidrogenasi (NADP+)                             |
| EC 1.1.1.43  | fosfogluconato 2-deidrogenasi                               |
| EC 1.1.1.44  | fosfogluconato deidrogenasi (decarbossilante)               |
| EC 1.1.1.45  | L-gulonato 3-deidrogenasi                                   |
| EC 1.1.1.46  | L-arabinosio 1-deidrogenasi                                 |
| EC 1.1.1.47  | glucosio 1-deidrogenasi                                     |
| EC 1.1.1.48  | galattosio 1-deidrogenasi                                   |
| EC 1.1.1.49  | glucosio-6-fosfato deidrogenasi                             |
| EC 1.1.1.50  | 3alfa-idrossisteroide deidrogenasi (B-specifica)            |
| EC 1.1.1.51  | 3(o 17)beta-idrossisteroide deidrogenasi                    |
| EC 1.1.1.52  | 3alfa-idrossicolanato deidrogenasi                          |
| EC 1.1.1.53  | 3alfa(o 20beta)-idrossisteroide deidrogenasi                |
| EC 1.1.1.54  | allil-alcol deidrogenasi                                    |
| EC 1.1.1.55  | lattaldeide reduttasi (NADPH)                               |
| EC 1.1.1.56  | ribitolo 2-deidrogenasi                                     |
| EC 1.1.1.57  | frutturonato reduttasi                                      |
| EC 1.1.1.58  | tagaturonato reduttasi                                      |
| EC 1.1.1.59  | 3-idrossipropionato deidrogenasi                            |
| EC 1.1.1.60  | 2-idrossi-3-ossopropionato reduttasi                        |
| EC 1.1.1.61  | 4-idrossibutirrato deidrogenasi                             |
| EC 1.1.1.62  | estradiolo 17beta-deidrogenasi                              |
| EC 1.1.1.63  | testosterone 17beta-deidrogenasi                            |
| EC 1.1.1.64  | testosterone 17beta-deidrogenasi (NADP+)                    |
| EC 1.1.1.65  | piridossina 4-deidrogenasi                                  |
| EC 1.1.1.66  | omega-idrossidecanoato deidrogenasi                         |
| EC 1.1.1.67  | mannitolo 2-deidrogenasi                                    |
| EC 1.1.1.69  | gluconato 5-deidrogenasi                                    |
| EC 1.1.1.71  | alcol deidrogenasi (NAD(P)+)                                |
| EC 1.1.1.72  | glicerolo deidrogenasi (NADP+)                              |
| EC 1.1.1.73  | ottanolo deidrogenasi                                       |
| EC 1.1.1.75  | (R)-aminopropanolo deidrogenasi                             |
| EC 1.1.1.76  | (S,S)-butanodiolo deidrogenasi                              |
| EC 1.1.1.77  | lattaldeide reduttasi                                       |
| EC 1.1.1.78  | metilgliossale reduttasi (dipendente da NAD)                |
| EC 1.1.1.79  | gliossilato reduttasi (NADP+)                               |
| EC 1.1.1.80  | isopropanolo deidrogenasi (NADP+)                           |
| EC 1.1.1.81  | idrossipiruvato reduttasi                                   |
| EC 1.1.1.82  | malato deidrogenasi (NADP+)                                 |
| EC 1.1.1.83  | D-malato deidrogenasi (decarbossilante)                     |
| EC 1.1.1.84  | dimetilmalato deidrogenasi                                  |
| EC 1.1.1.85  | 3-isopropilmalato deidrogenasi                              |
| EC 1.1.1.86  | chetoacido reduttoisomerasi                                 |
| EC 1.1.1.87  | omoisocitrato deidrogenasi                                  |
| EC 1.1.1.88  | idrossimetilglutaril-CoA reduttasi                          |
| EC 1.1.1.90  | aril-alcol deidrogenasi                                     |
| EC 1.1.1.91  | aril-alcol deidrogenasi (NADP+)                             |
| EC 1.1.1.92  | ossaloglicolato reduttasi (decarbossilante)                 |
| EC 1.1.1.93  | tartrato deidrogenasi                                       |
| EC 1.1.1.94  | glicerolo-3-fosfato deidrogenasi (NAD(P)+)                  |
| EC 1.1.1.95  | fosfoglicerato deidrogenasi                                 |
| EC 1.1.1.96  | diiodofenilpiruvato reduttasi                               |
| EC 1.1.1.97  | 3-idrossibenzil-alcol deidrogenasi                          |
| EC 1.1.1.98  | (R)-2-idrossi-acido-grasso deidrogenasi                     |
| EC 1.1.1.99  | (S)-2-idrossi-acido-grasso deidrogenasi                     |
| EC 1.1.1.100 | 3-ossoacil-(proteina trasportante acili) reduttasi          |
| EC 1.1.1.101 | acilglicerone-fosfato reduttasi                             |
| EC 1.1.1.102 | 3-deidrosfinganina reduttasi                                |
| EC 1.1.1.103 | L-treonina 3-deidrogenasi                                   |
| EC 1.1.1.104 | 4-ossoprolina reduttasi                                     |
| EC 1.1.1.105 | retinolo deidrogenasi                                       |
| EC 1.1.1.106 | pantoato 4-deidrogenasi                                     |
| EC 1.1.1.107 | piridossale 4-deidrogenasi                                  |
| EC 1.1.1.108 | carnitina 3-deidrogenasi                                    |
| EC 1.1.1.110 | indololattato deidrogenasi                                  |
| EC 1.1.1.111 | 3-(imidazolo-5-il)lattato deidrogenasi                      |
| EC 1.1.1.112 | indanolo deidrogenasi                                       |
| EC 1.1.1.113 | L-xilosio 1-deidrogenasi                                    |
| EC 1.1.1.114 | apiosio 1-reduttasi                                         |
| EC 1.1.1.115 | ribosio 1-deidrogenasi (NADP+)                              |
| EC 1.1.1.116 | D-arabinosio 1-deidrogenasi                                 |
| EC 1.1.1.117 | D-arabinosio 1-deidrogenasi (NAD(P)+)                       |
| EC 1.1.1.118 | glucosio 1-deidrogenasi (NAD+)                              |
| EC 1.1.1.119 | glucosio 1-deidrogenasi (NADP+)                             |
| EC 1.1.1.120 | galattosio 1-deidrogenasi (NADP+)                           |
| EC 1.1.1.121 | aldosio 1-deidrogenasi                                      |
| EC 1.1.1.122 | D-treo-aldosio 1-deidrogenasi                               |
| EC 1.1.1.123 | sorbosio 5-deidrogenasi (NADP+)                             |
| EC 1.1.1.124 | fruttosio 5-deidrogenasi (NADP+)                            |
| EC 1.1.1.125 | 2-deossi-D-gluconato 3-deidrogenasi                         |
| EC 1.1.1.126 | 2-deidro-3-deossi-D-gluconato 6-deidrogenase                |
| EC 1.1.1.127 | 2-deidro-3-deossi-D-gluconato 5-deidrogenase                |
| EC 1.1.1.128 | L-idonato 2-deidrogenasi                                    |
| EC 1.1.1.129 | L-treonato 3-deidrogenasi                                   |
| EC 1.1.1.130 | 3-deidro-L-gulonato 2-deidrogenase                          |
| EC 1.1.1.131 | mannuronato reduttasi                                       |
| EC 1.1.1.132 | GDP-mannosio 6-deidrogenasi                                 |
| EC 1.1.1.133 | dTDP-4-deidroramnosio reduttasi                             |
| EC 1.1.1.134 | dTDP-6-deossi-L-talosio 4-deidrogenasi                      |
| EC 1.1.1.135 | GDP-6-deossi-D-talosio 4-deidrogenasi                       |
| EC 1.1.1.136 | UDP-N-acetilglucosammina 6-deidrogenasi                     |
| EC 1.1.1.137 | ribitolo-5-fosfato 2-deidrogenasi                           |
| EC 1.1.1.138 | mannitolo 2-deidrogenasi (NADP+)                            |
| EC 1.1.1.140 | sorbitolo-6-fosfato 2-deidrogenasi                          |
| EC 1.1.1.141 | 15-idrossiprostaglandina deidrogenasi (NAD+)                |
| EC 1.1.1.142 | D-pinitolo deidrogenasi                                     |
| EC 1.1.1.143 | sequoiitolo deidrogenasi                                    |
| EC 1.1.1.144 | perillil-alcol deidrogenasi                                 |
| EC 1.1.1.145 | 3beta-idrossi-delta5-steroide deidrogenasi                  |
| EC 1.1.1.146 | 11beta-idrossisteroide deidrogenasi                         |
| EC 1.1.1.147 | 16alfa-idrossisteroide deidrogenasi                         |
| EC 1.1.1.148 | estradiolo 17alfa-deidrogenasi                              |
| EC 1.1.1.149 | 20alfa-idrossisteroide deidrogenasi                         |
| EC 1.1.1.150 | 21-idrossisteroide deidrogenasi (NAD+)                      |
| EC 1.1.1.151 | 21-idrossisteroide deidrogenasi (NADP+)                     |
| EC 1.1.1.152 | 3alfa-idrossi-5beta-androstano-17-one 3alfa-deidrogenasi    |
| EC 1.1.1.153 | sepiapterina reduttasi                                      |
| EC 1.1.1.154 | ureidoglicolato deidrogenasi                                |
| EC 1.1.1.155 | omoisocitrato deidrogenasi                                  |
| EC 1.1.1.156 | glicerolo 2-deidrogenasi (NADP+)                            |
| EC 1.1.1.157 | 3-idrossibutiril-CoA deidrogenasi                           |
| EC 1.1.1.158 | UDP-N-acetilmuramato deidrogenasi                           |
| EC 1.1.1.159 | 7alfa-idrossisteroide deidrogenasi                          |
| EC 1.1.1.160 | diidrobunololo deidrogenasi                                 |
| EC 1.1.1.161 | colestanotetraolo 26-deidrogenasi                           |
| EC 1.1.1.162 | eritrulosio reduttasi                                       |
| EC 1.1.1.163 | ciclopentanolo deidrogenasi                                 |
| EC 1.1.1.164 | esadecanolo deidrogenasi                                    |
| EC 1.1.1.165 | 2-alchino-1-olo deidrogenasi                                |
| EC 1.1.1.166 | idrossicicloesanocarbossilato deidrogenasi                  |
| EC 1.1.1.167 | idrossimalonato deidrogenasi                                |
| EC 1.1.1.168 | 2-deidropantolattone reduttasi (A-specifica)                |
| EC 1.1.1.169 | 2-deidropantoato 2-reduttasi                                |
| EC 1.1.1.170 | sterolo-4alfa-carbossilato 3-deidrogenasi (decarbossilante) |
| EC 1.1.1.172 | 2-ossoadipato reduttasi                                     |
| EC 1.1.1.173 | L-ramnosio 1-deidrogenasi                                   |
| EC 1.1.1.174 | cicloesano-1,2-diolo deidrogenasi                           |
| EC 1.1.1.175 | D-xilosio 1-deidrogenasi                                    |
| EC 1.1.1.176 | 12alfa-idrossisteroide deidrogenasi                         |
| EC 1.1.1.177 | glicerolo-3-fosfato 1-deidrogenasi (NADP+)                  |
| EC 1.1.1.178 | 3-idrossi-2-metilbutirril-CoA deidrogenasi                  |
| EC 1.1.1.179 | D-xilosio 1-deidrogenasi (NADP+)                            |
| EC 1.1.1.181 | colest-5-ene-3beta,7alfa-diolo 3beta-deidrogenasi           |
| EC 1.1.1.183 | geraniolo deidrogenasi                                      |
| EC 1.1.1.184 | carbonil reduttasi (NADPH)                                  |
| EC 1.1.1.185 | L-glicolo deidrogenasi                                      |
| EC 1.1.1.186 | dTDP-galattosio 6-deidrogenasi                              |
| EC 1.1.1.187 | GDP-4-deidro-D-ramnosio reduttasi                           |
| EC 1.1.1.188 | prostaglandina-F sintasi                                    |
| EC 1.1.1.189 | prostaglandina-E2 9-reduttasi                               |
| EC 1.1.1.190 | indolo-3-acetaldeide reduttasi (NAD)                        |
| EC 1.1.1.191 | indolo-3-acetaldeide reduttasi (NADPH)                      |
| EC 1.1.1.192 | (alcol a lunga catena) deidrogenasi                         |
| EC 1.1.1.193 | 5-amino-6-(5-fosforibosilamino)uracil reduttasi             |
| EC 1.1.1.194 | coniferil-alcol deidrogenasi                                |
| EC 1.1.1.195 | cinnamil-alcol deidrogenasi                                 |
| EC 1.1.1.196 | 15-idrossiprostaglandina-D deidrogenasi (NADP+)             |
| EC 1.1.1.197 | 15-idrossiprostaglandina deidrogenasi (NADP+)               |
| EC 1.1.1.198 | (+)-borneolo deidrogenasi                                   |
| EC 1.1.1.199 | (S)-usnato reduttasi                                        |
| EC 1.1.1.200 | aldosio-6-fosfato reduttasi (NADPH)                         |
| EC 1.1.1.201 | 7beta-idrossisteroide deidrogenasi (NADP+)                  |
| EC 1.1.1.202 | 1,3-propanodiolo deidrogenasi                               |
| EC 1.1.1.203 | uronato deidrogenasi                                        |
| EC 1.1.1.205 | IMP deidrogenasi                                            |
| EC 1.1.1.206 | tropina deidrogenasi                                        |
| EC 1.1.1.207 | (-)-mentolo deidrogenasi                                    |
| EC 1.1.1.208 | (+)-neomentolo deidrogenasi                                 |
| EC 1.1.1.209 | 3(o 17)alfa-idrossisteroide deidrogenasi                    |
| EC 1.1.1.210 | 3beta(o 20alfa)-idrossisteroide deidrogenasi                |
| EC 1.1.1.211 | 3-idrossiacil-CoA (a lunga catena) deidrogenasi             |
| EC 1.1.1.212 | 3-ossoacil-(proteina trasportante acili) reduttasi (NADH)   |
| EC 1.1.1.213 | 3alfa-idrossisteroide deidrogenasi (A-specifica)            |
| EC 1.1.1.214 | 2-deidropantolattone reduttasi (B-specifica)                |
| EC 1.1.1.215 | gluconato 2-deidrogenasi                                    |
| EC 1.1.1.216 | farnesolo deidrogenasi                                      |
| EC 1.1.1.217 | benzil-2-metil-idrossibutirrato deidrogenasi                |
| EC 1.1.1.218 | morfina 6-deidrogenasi                                      |
| EC 1.1.1.219 | diidrocaempferolo 4-reduttasi                               |
| EC 1.1.1.220 | 6-piruvoiltetraidropterina 2'-reduttasi                     |
| EC 1.1.1.221 | vomifoliolo 4'-deidrogenasi                                 |
| EC 1.1.1.222 | (R)-4-idrossifenillattato deidrogenasi                      |
| EC 1.1.1.223 | isopiperitenolo deidrogenasi                                |
| EC 1.1.1.224 | mannosio-6-fosfato 6-reduttasi                              |
| EC 1.1.1.225 | clordecone reduttasi                                        |
| EC 1.1.1.226 | 4-idrossicicloesanocarbossilato deidrogenasi                |
| EC 1.1.1.227 | (-)-borneolo deidrogenasi                                   |
| EC 1.1.1.228 | (+)-sabinolo deidrogenasi                                   |
| EC 1.1.1.229 | dietil 2-metil-3-ossosuccinato reduttasi                    |
| EC 1.1.1.230 | 3alfa-idrossiglicirretinato deidrogenasi                    |
| EC 1.1.1.231 | 15-idrossiprostaglandina-I deidrogenasi (NADP+)             |
| EC 1.1.1.232 | 15-idrossiicosatetraenoato deidrogenasi                     |
| EC 1.1.1.233 | N-acilmannosammina 1-deidrogenasi                           |
| EC 1.1.1.234 | flavanone 4-reduttasi                                       |
| EC 1.1.1.235 | 8-ossocoformicina reduttasi                                 |
| EC 1.1.1.236 | tropinone reduttasi                                         |
| EC 1.1.1.237 | idrossifenilpiruvato reduttasi                              |
| EC 1.1.1.238 | 12beta-idrossisteroide deidrogenasi                         |
| EC 1.1.1.239 | 3alfa(17beta)-idrossisteroide deidrogenasi (NAD+)           |
| EC 1.1.1.240 | N-acetilesosammina 1-deidrogenasi                           |
| EC 1.1.1.241 | 6-endo-idrossicineolo deidrogenasi                          |
| EC 1.1.1.243 | (-)-trans-carveolo deidrogenasi                             |
| EC 1.1.1.244 | metanolo deidrogenasi                                       |
| EC 1.1.1.245 | cicloesanolo deidrogenasi                                   |
| EC 1.1.1.246 | pterocarpina sintasi                                        |
| EC 1.1.1.247 | codeinone reduttasi (NADPH)                                 |
| EC 1.1.1.248 | salutaridina reduttasi (NADPH)                              |
| EC 1.1.1.250 | D-arabinitolo 2-deidrogenasi                                |
| EC 1.1.1.251 | galattitolo-1-fosfato 5-deidrogenasi                        |
| EC 1.1.1.252 | tetraidrossinaftalene reduttasi                             |
| EC 1.1.1.254 | (S)-carnitina 3-deidrogenasi                                |
| EC 1.1.1.255 | mannitolo deidrogenasi                                      |
| EC 1.1.1.256 | fluoren-9-olo deidrogenasi                                  |
| EC 1.1.1.257 | 4-(idrossimetil)benzenesulfonato deidrogenasi               |
| EC 1.1.1.258 | 6-idrossiesanoato deidrogenasi                              |
| EC 1.1.1.259 | 3-idrossipimeloil-CoA deidrogenasi                          |
| EC 1.1.1.260 | sulcatone reduttasi                                         |
| EC 1.1.1.261 | glicerolo-1-fosfato deidrogenasi (NAD(P)+)                  |
| EC 1.1.1.262 | 4-idrossitreonina-4-fosfato deidrogenasi                    |
| EC 1.1.1.263 | 1,5-anidro-D-fruttosio reduttasi                            |
| EC 1.1.1.264 | L-idonato 5-deidrogenasi                                    |
| EC 1.1.1.265 | 3-metilbutanale reduttasi                                   |
| EC 1.1.1.266 | dTDP-4-deidro-6-deossiglucosio reduttasi                    |
| EC 1.1.1.267 | 1-deossi-D-xilulosio-5-fosfato reduttoisomerasi             |
| EC 1.1.1.268 | 2-(R)-idrossipropil-CoM deidrogenasi                        |
| EC 1.1.1.269 | 2-(S)-idrossipropil-CoM deidrogenasi                        |
| EC 1.1.1.270 | 3-cheto-steroide reduttasi                                  |
| EC 1.1.1.271 | GDP-L-fucosio sintasi                                       |
| EC 1.1.1.272 | (R)-2-idrossiacido deidrogenasi                             |
| EC 1.1.1.273 | vellosimina deidrogenasi                                    |
| EC 1.1.1.274 | 2,5-dideidrogluconato reduttasi                             |
| EC 1.1.1.275 | (+)-trans-carveolo deidrogenasi                             |
| EC 1.1.1.276 | serina 3-deidrogenasi                                       |
| EC 1.1.1.277 | 3beta-idrossi-5beta-steroide deidrogenasi                   |
| EC 1.1.1.278 | 3beta-idrossi-5alfa-steroide deidrogenasi                   |
| EC 1.1.1.279 | (R)-3-estere-idrossiacido deidrogenasi                      |
| EC 1.1.1.280 | (S)-3-estere-idrossiacido deidrogenasi                      |
| EC 1.1.1.281 | GDP-4-deidro-6-deossi-D-mannosio reduttasi                  |
| EC 1.1.1.282 | chinato/shikimato deidrogenasi                              |
| EC 1.1.1.283 | metilgliossale reduttasi (NADPH-dipendente)                 |
| EC 1.1.1.284 | S-(idrossimetil)glutatione deidrogenasi                     |
| EC 1.1.1.285 | 3"-deamino-3"-ossonicotianammina reduttasi                  |
| EC 1.1.1.286 | isocitrato-omoisocitrato deidrogenasi                       |
| EC 1.1.1.287 | D-arabinitolo deidrogenasi (NADP+)                          |
| EC 1.1.1.288 | xantossina deidrogenasi                                     |
| EC 1.1.1.289 | sorbosio reduttasi                                          |
| EC 1.1.1.290 | 4-fosfoeritronato deidrogenasi                              |